# Penstemon gibbensii
Penstemon gibbensii är en grobladsväxtart som beskrevs av R.D. Dorn. Penstemon gibbensii ingår i släktet penstemoner, och familjen grobladsväxter. Inga underarter finns listade i Catalogue of Life.

## Bildgalleri

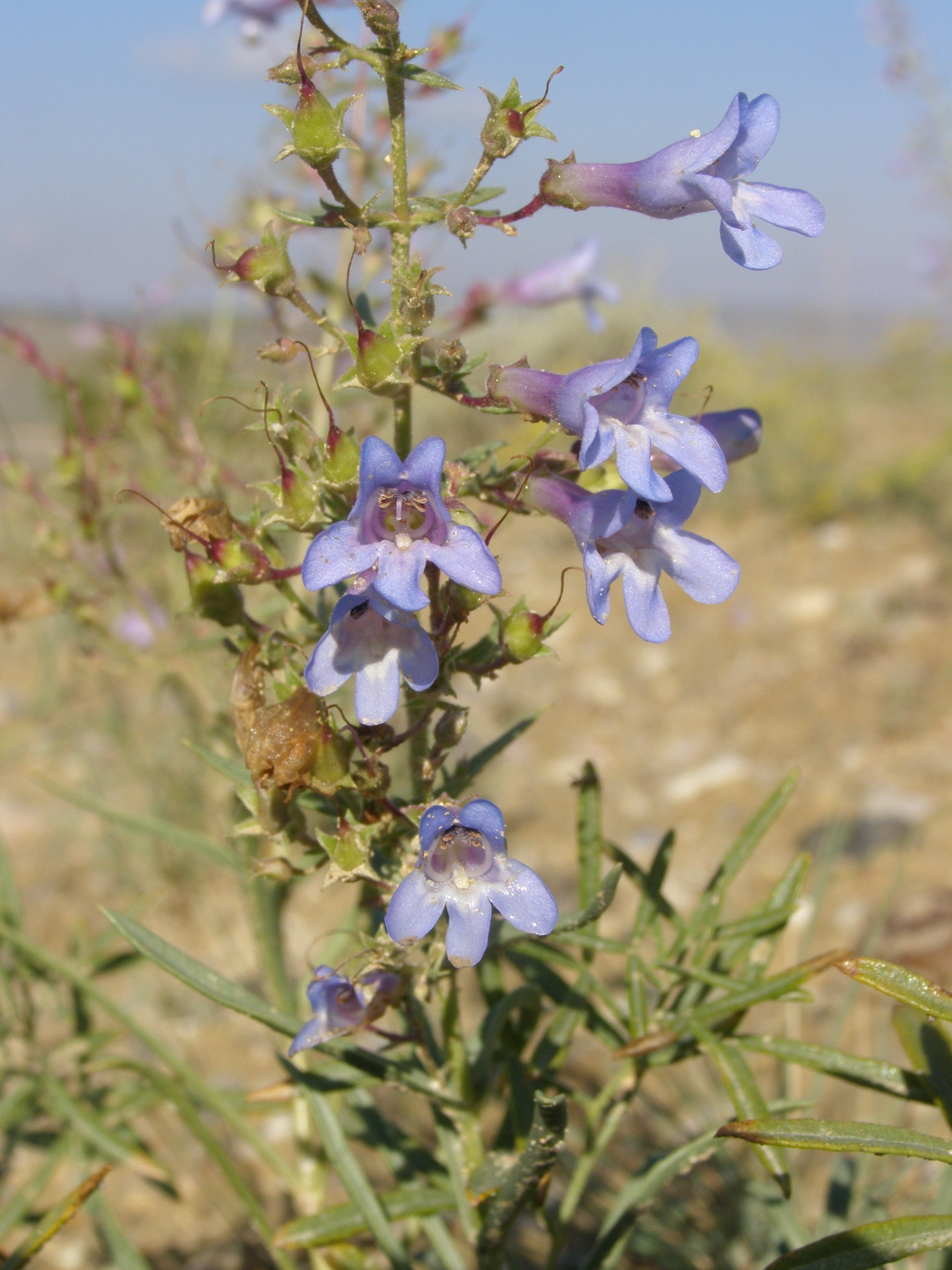